# Англійська вівчарка
Англійська вівчарка (англ. English Shepherd) — порода універсальних робочих собак з високим інтелектом і добродушним характером. Виявляють самостійність в охороні й сторожуванні. Вони віддані своєму господареві, рідко проявляють непослух і добре піддаються дресируванню. Ці сильні та енергійні собаки мають добрий апетит, потребують тривалих прогулянок і активних тренувань.

## Опис
Англійська вівчарка — високий і кремезний пес із подовженою шерстю на зразок коллі й витягнутою мордою. В англійських вівчарок міцні кінцівки, волохатий хвіст і обвислі вуха. Забарвлення шерсті буває чотирьох видів, білого й рудого кольорів.

## Характер
Вони звикли ухвалювати рішення самостійно, як і інші пастуші породи. Це розумні собаки, що працюють зі знанням справи. Уважні до підопічних овець. Доброта — одна з характерних якостей породи. Її представники віддані господарю і, зазвичай, поводяться слухняно. Вони люблять спілкування і свою роботу. Це енергійні й хоробрі улюбленці для всієї сім'ї.

## Історія
Вони сягають давньоримських часів. Тамтешні собаки, що служили воякам ув охороні худоби, з'явились на Британських островах разом із легіонерами. Тут вони схрещувалися з іншими пастушими породами, а відколи потрапили до Америки — стали об'єктом цілеспрямованої селекційної роботи. Місцеві фермери вдосконалили робочі якості англійських вівчарок шляхом кроссингу з коллі старого типу, бордер-коллі й шелті. Відтак нова порода чудово проявила себе в охороні й сторожуванні, здобувши визнання у першій третині XX ст.

## Догляд
Великий собака пастушої породи не призначений для квартири. Породу вивели для активної праці на відкритому повітрі. Довга шерсть англійської вівчарки сильно линяє — особливо навесні й восени. Хоча м'які пасма не одразу утворюють ковтуни, розчісувати їх доведеться кілька разів на тиждень. Вигулювати собаку потрібно часто, обираючи для цього широкі безлюдні місця. Англійські вівчарі потребують тривалих прогулянок, фізичних навантажень і кілька іграшок.

## Здоров'я, хвороби
У англійських вівчарок може передаватися з покоління у покоління непереносність деяких ліків. Щоб уникнути смертельного ризику, слід лікувати собаку лише під наглядом ветеринара з відповідним досвідом. Представники цієї породи виявляють схильність до дисплазії тазостегнових і ліктьових суглобів. Профілактичні огляди у спеціаліста й уважне ставлення з боку господарів дозволяють запобігти важким наслідкам недуги.

## Дресирування, тренування
Представники цієї породи поєднують природний послух і високий інтелект. Це означає, що дресирування англійської вівчарки відбувається легко й результативно. Собака не слухатиметься того, кого не вважає авторитетом, і сторонніх людей. Його не можна бити й ображати — у такого чотирилапого вихованця добра пам'ять. Англійська вівчарка схильна домінувати, проте не вирізняється впертістю. Тренування на собачому майданчику приносить їй справжнє задоволення.